# Ermita de la Santísima Trinidad (Fuentespina)
La ermita de la Santísima Trinidad, conocida en la localidad como ermita del Padre Eterno, es un templo de planta de cruz latina con una única nave de tres tramos con cabecera rectangular. Es de estilo barroco y data del siglo XVII. Presenta la corona real y el toisón junto a las armas de Castilla, León y Fuentespina. Fue declarada Bienes de interés cultural con categoría de monumento el 9 de abril de 1992.
La localidad de Fuentespina y municipio del mismo nombre, se ubican en la comarca de La Ribera (Burgos).
Justamente, en el año 1.719, debido a la intensa devoción hacia la imagen de la Santísima Trinidad, el Concejo y la Cofradía de la Santísima Trinidad, emprendieron un ambicioso proyecto artístico que se costeó gracias al esfuerzo de todo el pueblo: la Construcción de una Ermita dedicada al culto de la citada Imagen: “la ermita de la Santísima Trinidad, un ejemplo de devoción popular en el barroco burgalés”.